# Heneicosane
L'heneicosane est l'alcane linéaire de formule brute C21H44. C'est aussi le nom générique des isomères de formule C21H44.

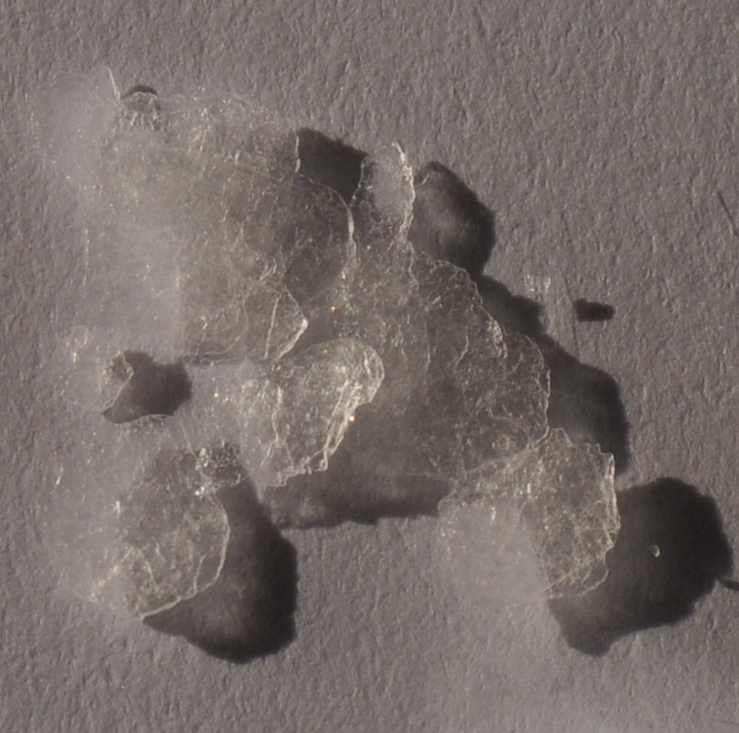